# Lijst van afleveringen van Celblok H
Dit is een lijst met afleveringen van de Nederlandse televisieserie Celblok H.

## Serieoverzicht
| Seizoen | Afleveringen | Uitgezonden                       |
| ------- | ------------ | --------------------------------- |
| 1       | 10           | 3 maart – 5 mei 2014              |
| 2       | 12           | 3 november 2014 – 19 januari 2015 |
| 3       | 12           | 18 januari – 22 februari 2016     |
| 4       | 12           | 9 januari – 27 maart 2017         |

## Afleveringen

### Seizoen 1 (2014)
| Afl. | Nr.  | Titel                  | Regisseur         | Schrijver(s) | Datum         | Kijkcijfers |
| --- | ---- | ---------------------- | ----------------- | --- | ------------- | ----------- |
| 1 | 1.01 | Geen plek als thuis    | Pieter van Rijn   | Nicolette Steggerda, Pauline van Mantgem, Nienke Römer & Eva Aben Origineel scenario: Peter McTighe               | 3 maart 2014  | 1.191.000   |
| Suzanne Kramer belandt voor een poging tot moord op haar man in de vrouwengevangenis de Banckert. Suzanne komt terecht in een harde en rauwe wereld, waar twee vrouwen, Lex en Freddy, de scepter willen zwaaien. Suzanne moet een kant kiezen, maar dit gaat niet zomaar. Weet ze de juiste kant te kiezen? |      |                        |                   | |               |             |
| 2 | 1.02 | Draag me weg           | Pieter van Rijn   | Nicolette Steggerda, Pauline van Mantgem, Nienke Römer & Eva Aben Origineel scenario: Peter McTighe               | 10 maart 2014 | 1.180.000   |
| In de nasleep van de rellen wordt Dorien door Altan onder druk gezet. Suus moet haar leugens volhouden, om zichzelf niet verder te belasten. |      |                        |                   | |               |             |
| 3 | 1.03 | Het meisje dat wachtte | Anielle Webster   | Nicolette Steggerda, Pauline van Mantgem, Nienke Römer & Eva Aben Origineel scenario: Peter McTighe               | 17 maart 2014 | 1.000.000   |
| Suus wordt gedwongen een kant te kiezen in het conflict tussen Lex en Freddy. Erika probeert de steun van alle cipiers te krijgen, die ze door haar keuzes absoluut niet krijgt. |      |                        |                   | |               |             |
| 4 | 1.04 | De dingen die we doen  | Anielle Webster   | Nicolette Steggerda, Pauline van Mantgem, Nienke Römer & Eva Aben Origineel scenario: Peter McTighe               | 24 maart 2014 | 869.000     |
| Ronny krijgt naast de bewaking ook alle andere vrouwelijke gevangenen tegen zich en Suus komt erachter wiens schuld het is dat Amy, Ronny's dochter, voor haar leven vecht. Freddy geeft Suus een keiharde les in loyaliteit, waardoor ze zich kwetsbaar opstelt tegenover Lex. Lies wordt geconfronteerd met gevoelens uit haar verleden. |      |                        |                   | |               |             |
| 5 | 1.05 | Het fluwelen gordijn   | Anielle Webster   | Nicolette Steggerda, Pauline van Mantgem, Nienke Römer & Eva Aben Origineel scenario: Peter McTighe               | 31 maart 2014 | 948.000     |
| Erika is van slag wanneer ze erotisch over Freddy heeft gedroomd, ze probeert haar daarom ook te ontwijken. Dit lukt echter niet, omdat Ben graag wil dat Freddy het boegbeeld wordt van alle gedetineerden voor de hervorming. Dorien en Lies hebben door Lies haar drankgebruik ernstig ruzie en daarom probeert Dorien Lies een les te leren. Suus komt Altan tegen zonder shirt en begint hem anders te zien dan normaal. |      |                        |                   | |               |             |
| 6 | 1.06 | Gevangene              | Dennis Bots       | Nicolette Steggerda, Pauline van Mantgem, Nienke Römer & Eva Aben Origineel scenario: Peter McTighe               | 7 april 2014  | 837.000     |
| Suus is wanhopig en besluit de hulp te vragen van Altan om ervoor te zorgen dat ze weer contact krijgt met Noortje. Vera probeert Beer te imponeren, maar dat mislukt. Dit echter omdat Vera's moeder een gênant geheim onthult in het bijzijn van haar collega's. |      |                        |                   | |               |             |
| 7 | 1.07 | Iets gaat dood         | Dennis Bots       | Nicolette Steggerda, Pauline van Mantgem, Nienke Römer & Eva Aben Origineel scenario: Peter McTighe               | 14 april 2014 | 753.000     |
| Freddy mag op korte termijn weer terug naar haar unit en daarom bereidt Lex ondertussen een aanval voor. Altan komt in een neerwaartse spiraal terecht wanneer hij iets over Annet ontdekt en gaat hierdoor buiten zijn boekje. |      |                        |                   | |               |             |
| 8 | 1.08 | Mind Games             | Dennis Bots       | Nicolette Steggerda, Pauline van Mantgem, Nienke Römer & Eva Aben Origineel scenario: Lally Katz & Emma J. Steele | 21 april 2014 | 805.000     |
| De cipiers en gevangenen zijn alert als de populariteit van Lex in de gevangenis afneemt en Suus steeds meer aanzien krijgt. Freddy blijft druk uitoefenen op Suus om Lex uit te dagen. Iedereen wacht in spanning op haar volgende wraakactie. Ondertussen blijft Lex Altan chanteren, waardoor onthult wordt dat Vera verantwoordelijk is voor de rellen waarbij Annet om het leven is gekomen. Iedereen leert de felle kant van Suus kennen en Lex realiseert zich dat ze er nu alles aan moet doen om Suus te breken. Daarom dwingt ze haar zoon Dylan tot een levensgevaarlijke actie. |      |                        |                   | |               |             |
| 9 | 1.09 | Naar de maan           | Pollo de Pimentel | Nicolette Steggerda, Pauline van Mantgem, Nienke Römer & Eva Aben Origineel scenario: Guila Sandler               | 28 april 2014 | 807.000     |
| Beer kan niet goed omgaan het verdriet van Suus, omdat dit hem herinnert aan zijn vreselijke tijd in Joegoslavië. Suus krijgt steun van haar medegevangenen, terwijl Lex steeds meer gezichtsverlies lijdt. Vera doet een schokkende ontdekking bij Beer thuis. |      |                        |                   | |               |             |
| 10 | 1.10 | Schaakmat              | Pollo de Pimentel | Nicolette Steggerda, Pauline van Mantgem, Nienke Römer & Eva Aben Origineel scenario: Emma J. Steele              | 5 mei 2014    | 811.000     |
| Via een flashback wordt aan de kijker getoond wie er daadwerkelijk verantwoordelijk is voor de moord op Annet Cetin. Altan vindt tijdens een celinspectie de armband van Annet bij een van de gevangene en gaat ervan uit dat zij de dader is, maar is dit wel zo?Suus confronteert de moordenaar van Noortje en dat heeft levensgevaarlijke consequenties voor de moordenaar. |      |                        |                   | |               |             |

### Seizoen 2 (2014-2015)
| Afl. | Nr.  | Titel                   | Regisseur         | Schrijver(s)                                                                           | Datum            | Kijkcijfers |
| --- | ---- | ----------------------- | ----------------- | -------------------------------------------------------------------------------------- | ---------------- | ----------- |
| 11 | 2.01 | Wedergeboorte           | Dennis Bots       | Nicolette Steggerda, Pauline van Mantgem & Eva Aben Origineel scenario: Peter McTighe  | 3 november 2014  | 823.000     |
| Drie maanden na de dood van Lex is Erika Simons vervangen door de nieuwe directrice Agnes Brinkhorst. Agnes weet op haar eerste dag meteen indruk te maken op zowel de gevangenen als de cipiers, wanneer zij ervoor weet te krijgen om Freddy ‘s drugshandel de kop in te drukken. |      |                         |                   |                                                                                        |                  |             |
| 12 | 2.02 | Alles wat nodig is      | Dennis Bots       | Nicolette Steggerda, Pauline van Mantgem & Eva Aben Origineel scenario: Peter McTighe  | 10 november 2014 | 838.000     |
| Erik wil scheiden van Suus, maar Suus werkt alleen mee als hij wraak neemt op Dylan Holt. Durft Erik dit uiteindelijk door te zetten of valt hij door de mand? Lies probeert een nieuwe gevangene te beschermen voor Freddy, wanneer dit meisje nog een bolletje heroïne in haar lichaam heeft zitten. |      |                         |                   |                                                                                        |                  |             |
| 13 | 2.03 | Jongens in de tuin      | Dennis Bots       | Nicolette Steggerda, Pauline van Mantgem & Eva Aben Origineel scenario: Peter McTighe  | 17 november 2014 | 709.000     |
| Een oude vriendin van Alexandra Holt keert terug naar de Banckert wat nogal een verrassing is voor Freddy. Tijdens bezoekuur slaat Suus haar kans om Dylan Holt uit te schakelen als hij op bezoek komt bij Tanja. Lukt het Suus om de moordenaar van haar dochter voorgoed uit te schakelen? |      |                         |                   |                                                                                        |                  |             |
| 14 | 2.04 | De binnendringer        | Dennis Bots       | Nicolette Steggerda, Pauline van Mantgem & Eva Aben Origineel scenario: Marcia Gardner | 24 november 2014 | 932.000     |
| Suus wordt door Tanja gewaarschuwd dat de familie Holt een aanslag op haar wil plegen en wil Suus zichzelf beschermen door aan Freddy te vragen of ze een wapen voor haar kan regelen zodat ze zichzelf kan beschermen. Op die dag wordt ze aangevallen door een van de nieuwe gedetineerden. |      |                         |                   |                                                                                        |                  |             |
| 15 | 2.05 | Scherp randje           | Diede in ´t Veld  | Nicolette Steggerda, Pauline van Mantgem & Eva Aben Origineel scenario: Peter McTighe  | 1 december 2014  | 742.000     |
| Suus vraagt aan Tanja een nummer om Dylan Holt uit te schakelen maar dan vertelt ze aan Suus dat haar dochter voor de familie Holt werkt. Maxime laat duidelijk zien dat ze geen kant kiest van Freddy. Het conflict tussen Altan en Berend loopt nogal uit de hand. |      |                         |                   |                                                                                        |                  |             |
| 16 | 2.06 | De roze draak           | Diede in ´t Veld  | Nicolette Steggerda, Pauline van Mantgem & Eva Aben Origineel scenario: Marcia Gardner | 8 december 2014  | 941.000     |
| Tanja krijgt opdracht van Vincent Holt om Suzanne Kramer te vermoorden. In het tuinhuis is Freddy niet meer veilig waardoor Lies voor een dilemma komt te staan. Is de gevangenisdirectrice Agnes Brinkhorst wel te vertrouwen? |      |                         |                   |                                                                                        |                  |             |
| 17 | 2.07 | Metamorfose             | Diede in ´t Veld  | Nicolette Steggerda, Pauline van Mantgem & Eva Aben Origineel scenario: John Ridley    | 15 december 2014 | 948.000     |
| Nadat Tanja dood is gevonden, zegt Freddy tegen Vera dat Berends haar de drugs heeft gegeven. Freddy denkt dat het geen zelfmoord was, maar dat Brinkhorst de drugs heeft ingespoten. Vera krijgt de leiding om Freddy in de gaten te houden. Vera heeft het moeilijk thuis. |      |                         |                   |                                                                                        |                  |             |
| 18 | 2.08 | De zonde van een moeder | Marc Willard      | Nicolette Steggerda, Pauline van Mantgem & Eva Aben Origineel scenario: Timothy Hobart | 22 december 2014 | 778.000     |
| Freddy wordt ingelicht dat er een verklikker in haar crew zit. Vera komt in het tuinhuis een zwangerschapstest tegen en doet hier verder onderzoek naar. Dorien is bang dat ze erachter komen dat zij degene is die zwanger is geraakt. |      |                         |                   |                                                                                        |                  |             |
| 19 | 2.09 | De hersteller           | Marc Willard      | Nicolette Steggerda, Pauline van Mantgem & Eva Aben Origineel scenario: John Ridley    | 29 december 2014 | 656.000     |
| Via het lab komt Brinkhorst erachter dat Dorien Breeveld zwanger is. Brinkhorst zet haar onder druk en dreigt de vrijlating van Cas in te trekken als ze het niet eerlijk vertelt. Freddy zorgt ervoor dat Maxine in haar crew komt. |      |                         |                   |                                                                                        |                  |             |
| 20 | 2.10 | Gevangen vogeltjes      | Pollo de Pimentel | Nicolette Steggerda, Pauline van Mantgem & Eva Aben Origineel scenario: Timothy Hobart | 5 januari 2015   | 684.000     |
| Nadat Lies haar jaren heeft uitgezeten in gevangenis de Banckert is ze eindelijk weer vrij. Op dat moment probeert ze contact te krijgen met haar kinderen, maar dit vindt ze lastig. Boomer is nog niet klaar met Lies en probeert ze binnen de muren iets uit te voeren. |      |                         |                   |                                                                                        |                  |             |
| 21 | 2.11 | In de nacht             | Pollo de Pimentel | Nicolette Steggerda, Pauline van Mantgem & Eva Aben Origineel scenario: Adam Todd      | 12 januari 2015  | 774.000     |
| Na al die jaren ziet Brinkhorst weer een oude bekende verschijnen in de Banckert. Rob Berends probeert via deze manier wraak op Brinkhorst te nemen om met Ellie van Beek te praten over wat er die tijd is voorgevallen. Suus en Freddy gaan de strijd aan op leven en dood. |      |                         |                   |                                                                                        |                  |             |
| 22 | 2.12 | Vrees haar              | Pollo de Pimentel | Nicolette Steggerda, Pauline van Mantgem & Eva Aben Origineel scenario: Pete McTighe   | 19 januari 2015  | 776.000     |
| Suus probeert te ontsnappen uit het ziekenhuis en gaat langs bij Lies. In de kamer van Lies bevindt zich een vuurwapen waarmee Suus naar Dylan Holt gaat. Ze wil van hem weten waarom hij haar dochter heeft vermoord. Altan is op zoek naar Suus en vindt haar net op tijd. Met een glimlach denkt Dylan van Suus af te zijn als ze toch een kogel door zijn hoofd schiet. Suus Kramer wordt weer opgepakt wegens moord en wordt weer overgebracht naar gevangenis de Banckert. |      |                         |                   |                                                                                        |                  |             |

### Seizoen 3 (2016)
| Afl. | Nr.  | Titel                     | Regisseur         | Schrijver(s)                                                                          | Datum            | Kijkcijfers |
| --- | ---- | ------------------------- | ----------------- | ------------------------------------------------------------------------------------- | ---------------- | ----------- |
| 23 | 3.01 | De gouverneur van plezier | Tim Oliehoek      | Nicolette Steggerda, Pauline van Mantgem & Eva Aben Origineel scenario: Stuart Page   | 18 januari 2016  | 1.089.000   |
| Opnieuw wordt Suus Kramer naar gevangenis de Banckert gebracht en is ze veroordeeld tot levenslang op de moord van Dylan Holt. Ondertussen is ze druk bezig haar eigen plannen te maken rondom de gevangenis en heeft ze maar één doel, Agnes Brinkhorst tegenwerken. Lies van Gemert arriveert ook weer op haar plek, en wordt meteen hard aangepakt door Nancy Boomer, omdat Lies voor haar vrijlating Boomer had verlinkt aan Agnes Brinkhorst. |      |                           |                   |                                                                                       |                  |             |
| 24 | 3.02 | Bij gebreke naar boven    | Tim Oliehoek      | Nicolette Steggerda, Pauline van Mantgem & Eva Aben Origineel scenario: Adam Todd     | 18 januari 2016  | 1.089.000   |
| Suus wordt nu door de vrouwen aangesproken als leider van P.I. de Banckert. Brinkhorst realiseert zich nu dat Suus niet te vertrouwen is en probeert een nieuwe gedetineerde aan haar kamp te krijgen en te achterhalen wie de drugs binnen haalt. Suus bereid een nieuw plan voor om Brinkhorst weg te werken uit deze gevangenis. |      |                           |                   |                                                                                       |                  |             |
| 25 | 3.03 | Messen uit                | Vincent Schuurman | Nicolette Steggerda, Pauline van Mantgem & Eva Aben Origineel scenario: Peter McTighe | 25 januari 2016  | 920.000     |
| Freddy staat er helemaal alleen voor en de andere gevangenen houden haar scherp in de gaten. Ze weigert de hulp van Bodine Westerveld, de nieuwe forensisch psycholoog. |      |                           |                   |                                                                                       |                  |             |
| 26 | 3.04 | Rechtvaardige daden       | Vincent Schuurman | Nicolette Steggerda, Pauline van Mantgem & Eva Aben Origineel scenario: John Ridley   | 25 januari 2016  | 999.000     |
| Sophie, de dochter van Lies, wordt ook gevangengenomen in P.I. de Banckert en Brinkhorst bereidt een aanval voor op Suus. |      |                           |                   |                                                                                       |                  |             |
| 27 | 3.05 | Barmhartigheid            |                   |                                                                                       | 1 februari 2016  | 996.000     |
| Suus realiseert zich dat Caat Bergsma wel eens achter de moord op haar ex-man kan zitten. |      |                           |                   |                                                                                       |                  |             |
| 28 | 3.06 | Bewijs                    |                   |                                                                                       | 1 februari 2016  | 996.000     |
| Brinkhorst' wraak op Lotte is wreed en Suus wordt wakker in de psychiatrische unit terwijl ze is vastgebonden aan een bed. |      |                           |                   |                                                                                       |                  |             |
| 29 | 3.07 | Het lange spel            |                   |                                                                                       | 8 februari 2016  | 949.000     |
| Terwijl Suus wordt vastgehouden in de psychiatrische unit, wordt Freddy uitgedaagd om haar grootste geheim te onthullen aan Bodine. |      |                           |                   |                                                                                       |                  |             |
| 30 | 3.08 | Goudvis                   |                   |                                                                                       | 8 februari 2016  | 1.023.000   |
| Suus moedigt Dorien aan om de waarheid achter Brinkhorst haar obsessie met 'Janna' te ontdekken. Vera confronteert Brinkhorst met haar verraad tijdens de rellen. |      |                           |                   |                                                                                       |                  |             |
| 31 | 3.09 | Freakshow                 |                   |                                                                                       | 15 februari 2016 | 1.014.000   |
| De baby van Dorien schudt de vrouwen wakker. Brinkhorst wil Bodine weg hebben en Beer en Suus besluiten samen te gaan werken. |      |                           |                   |                                                                                       |                  |             |
| 32 | 3.10 | Een Hogere Rechtbank      |                   |                                                                                       | 15 februari 2016 | 1.115.000   |
| Freddy brengt zichzelf, door het verbergen van drugs, in gevaar tijdens haar hoorzitting. Altan komt eindelijk achter de waarheid over de moord op Annet. |      |                           |                   |                                                                                       |                  |             |
| 33 | 3.11 | De levenden en de doden   |                   |                                                                                       | 22 februari 2016 | 1.046.000   |
| Suus werkt samen met Beer en ze zorgt dat er een breuk ontstaat tussen Vera en Brinkhorst. Dit leidt tot een aantal incidenten. |      |                           |                   |                                                                                       |                  |             |
| 34 | 3.12 | Bloed en vuur             |                   |                                                                                       | 22 februari 2016 | 1.094.000   |
| Brinkhorst verliest de controle over zichzelf en wanneer ze probeert haar sporen uit te wissen brengt ze iedereen in gevaar en ontstaat er een situatie die niet iedereen zal overleven. |      |                           |                   |                                                                                       |                  |             |

### Seizoen 4 (2017)
| Afl. | Nr.  | Titel            | Regisseur         | Schrijver(s) | Datum            | Kijkcijfers |
| --- | ---- | ---------------- | ----------------- | ------------ | ---------------- | ----------- |
| 35 | 4.01 | Eerste bloed     | Pollo de Pimentel | John Ridley  | 9 januari 2017   | 631.000     |
| Na de brand in de P.I. de Banckert zijn de gedetineerden tijdelijk overgeplaatst naar een tijdelijke gevangenis. Een paar maanden later keren de gedetineerden terug naar de Banckert waar een hoop is veranderd. Vera Maas is gekozen tot gevangenisdirecteur en heeft een aantal nieuwe regels ingevoerd waarbij gevangenen mee mogen beslissen over activiteiten binnen de gevangenis. Altan heeft promotie gekregen en is nu adjunct-directeur Suus krijgt te maken met Caat Bergsma die door haar is veroordeeld samen met haar crew. Agnes Brinkhorst wordt in een beveiligde unit bewaakt tot de rechter uitspraak heeft gedaan over haar daden. Freddy heeft ondertussen een nieuwe baan en woont samen met Bodine Westerveld. |      |                  |                   |              |                  |             |
| 36 | 4.02 | Poking Spiders   |                   |              | 16 januari 2017  | 514.000     |
| Agnes Brinkhorst staat erop tussen de andere gedetineerden geplaatst te worden. Vera en Bodine proberen dit tegen te houden. |      |                  |                   |              |                  |             |
| 37 | 4.03 | Gevangene        |                   |              | 23 januari 2017  | 618.000     |
| Nu Agnes tóch tussen de andere gevangenen geplaatst is heeft ze bescherming nodig. Ze verzint een list en zoekt hulp in onwaarschijnlijke hoek. |      |                  |                   |              |                  |             |
| 38 | 4.04 | Schroef minnaar  |                   |              | 30 januari 2017  | 600.000     |
| Nu een groot deel van de vrouwen denkt dat Suus en Altan een relatie hebben, en Caat Bersma terrein aan het winnen is, wil Suus iets doen om dit tegen te gaan. Brinkhorst heeft nachtmerries en weet steeds meer sympathie van Caat Bergsma op te wekken. |      |                  |                   |              |                  |             |
| 39 | 4.05 | Liefde en haat   |                   |              | 6 februari 2017  | 563.000     |
| Caat ontmoet haar moeder na jaren, die vreselijk nieuws voor haar heeft. Nu Suus in de isoleer zit maakt een nieuwe gevangene kennis met de gruwelijkheden binnen de Banckert. Agnes Brinkhorst heeft Caat Bergsma volledig ingepakt. |      |                  |                   |              |                  |             |
| 40 | 4.06 | Verdeel en heers |                   |              | 13 februari 2017 | 565.000     |
| Dorien is het niet langer eens met Suus Kramers gewelddadige beleid. Ze stapt over naar de crew van de tegenstander Caat Bergsma. Vera wordt verliefd. Een beruchte psychopaat maakt haar opwachting in de Banckert. Bij Maxine wordt kanker geconstateerd. |      |                  |                   |              |                  |             |
| 41 | 4.07 | Paniek knop      |                   |              | 20 februari 2017 | 564.000     |
| Na alle ophef wordt er gestemd over de positie van topdog. Suus biecht op dat ze niet meer wil. Er bloeit iets op tussen haar en Anouk van Dam. Brinkhorst heeft een duivels idee. |      |                  |                   |              |                  |             |
| 42 | 4.08 | Plan Suus        | Erik de Bruyn     |              | 27 februari 2017 | 450.000     |
| Bergsma en Brinkhorst werken samen om Suus uit de weg te ruimen. Voor Brinkhorst is er maar één doel; al haar getuigen voor de aankomende rechtszaak elimineren en zo kans maken op vrijspraak. Brinkhorst weet immers precies waar wel en geen camera's hangen in het gebouw. Lies en Sonia worden closer als ze het over hun kinderen hebben. Er wordt een samenscholing gehouden uit respect voor de doodzieke Maxine. Caat Bergsma vindt uit dat niet Suus, maar Brinkhorst haar had aangegeven bij de politie. Anouk ontdekt de levenloze Suus. |      |                  |                   |              |                  |             |
| 43 | 4.09 | Het hiernamaals  | Erik de Bruyn     |              | 6 maart 2017     | 512.000     |
| Suus ziet Noortje. Als ze op het laatst moment toch nog gereanimeerd wordt, lopen de spanningen in de gevangenis op. Anouk, de rechterhand van Caat, is woedend. Suus gelooft Anouk niet meer en wil niks meer van haar weten. Omdat Brinkhorst door Caat in het frituurvet geduwd is, heeft Vera voldoende gronden haar weer in de isolatie te plaatsen. |      |                  |                   |              |                  |             |
| 44 | 4.10 | Getroffen        | Erik de Bruyn     |              | 13 maart 2017    | 507.000     |
| Freddy ontdekt dat de jongen die ze helpt als maatschappelijk dienstverlener, de zoon van Janna is, die contact heeft met Brinkhorst. Sonia wantrouwt Lies. Anouk is weer met drugs begonnen en moet cold turkey afkicken. Suus heeft met Maxine gepraat en besluit terug te keren naar Anouk. |      |                  |                   |              |                  |             |
| 45 | 4.11 | Elfde uur        |                   |              | 20 maart 2017    | 536.000     |
| Ook de zoon van Janna staat achter Brinkhorst. Freddy dringt niet meer tot hem door. Zij bezoekt Suus in de gevangenis. Suus stopt op aandringen van Caat Bergsma met haar topdoc-functie. Brinkhorst koopt een bewaker om en is op het leven van Anouk uit. |      |                  |                   |              |                  |             |
| 46 | 4.12 | Rood zien        |                   |              | 27 maart 2017    | 581.000     |
| De rechtszaak van Brinkhorst wordt afgelast. Geen van de getuigen is komen opdagen. Lies begint Sonia te wantrouwen en denkt dat ze tóch wel de moorden gepleegd heeft. Maxine gaat kaal. Suus maakt Vera wijs een bekentenis van de vrijgesproken Brinkhorst te willen verkrijgen, maar heeft eigenlijk een heel ander plan. Een plan waarbij Brinkhorst alsnog wordt opgepakt, maar ze het zelf niet overleeft... |      |                  |                   |              |                  |             |